# Roiriz (Allariz)
Roiriz es un lugar situado en la parroquia de Folgoso, del concello de Allariz, en la provincia de Orense, Galicia, España.